# Phrosinella simillima
Phrosinella simillima är en tvåvingeart som beskrevs av Boris Borisovitsch Rohdendorf 1971. Phrosinella simillima ingår i släktet Phrosinella och familjen köttflugor.
Artens utbredningsområde är Turkmenistan. Inga underarter finns listade i Catalogue of Life.